# 2229 Мецарко
2229 Мецарко (2229 Mezzarco) — астероїд головного поясу, відкритий 7 вересня 1977 року.
Тіссеранів параметр щодо Юпітера — 3,285.